# 인디카쌀
인디카쌀(영어: Indica rice)은 전 세계 쌀의 90%를 차지하는 대표적인 쌀 품종이다. 안남미(安南米)라고도 불린다.

## 개요
쌀 품종의 기원에 대해서는 자포니카 쌀은 중국에서, 인디카쌀은 인도에서 기원했다는 다중기원설과 모두 같은 쌀 품종에서 유래됐다는 단일기원설이 존재했었다. 2011년 3월, 미국 미국국립과학원회보(PNAS)는 쌀 유전자의 분자 시계를 분석한 결과 자포니카와 인디카가 모두 한 쌀 품종에서 약 3,900년 전에 분화됐으며 쌀 자체의 기원지는 8,200년 전 중국의 장강 유역이라고 결론지었다.
인디카는 모양이 길쭉하고, 찰기가 없어서 밥알이 흩어진다. 따라서, 밥그릇을 한 손으로 들고 기다란 나무젓가락을 사용해 마시는 방식으로 먹는다. 중국식당에서는 인디카로 된 음식을 내놓는다.
적성 시험 결과, 인디카쌀의 아밀로스 함량은 20~25%로 자포니카 쌀의 17~20%보다 높아 찰기가 떨어진다는 결과가 나왔다.

## 수출량
2011년 기준으로 세계 최대 쌀 수출국은 태국이다. 2위 베트남, 3위 인도인데, 모두 인디카를 수출한다. 2011년 태국 홍수로 인해, 쌀값이 10% 정도 올랐다.

## 사회

### 자포니카 확대
한국은 자포니카 쌀인 MS11을 개발해 인디카를 주로 생산하던 동남아 국가들에 보급했다. 필리핀에서는 헥타르 당 4~5톤의 MS11이 생산돼, 현지품종인 인디카보다 10%가량 높은 생산성을 보였다. 모내기를 한 후 불과 85일만에 10a당 490kg의 벼를 수확했다. 원래 자포니카는 동남아에서는 생산이 불가능한 것으로 알려져 있었는데, 한국이 개발한 최신형 쌀인 MS11은 동남아 현지 인디카 보다 생산량이 많았다.

### 북한
2000년 대한민국은 북한에 태국쌀과 중국옥수수를 지원했다. 태국쌀(국제시세 톤당 250달러)과 중국옥수수(톤당 150달러)는 가격과 수송비에서 미국산보다 낮기 때문이었다. 미국은 세계적인 옥수수 생산국가이다. 대한민국에서 생산되는 자포니카 쌀은 20 kg에 4~5만원 정도 한다. 즉, 톤당 2000달러 정도 된다. 태국쌀 보다 5배 정도 비싸다.

## 같이 보기
- 쌀
- 자포니카쌀
- 우루과이 라운드